# Маунтен-Сентер (Каліфорнія)
Маунтен-Сентер (англ. Mountain Center) — переписна місцевість (CDP) в США, в окрузі Ріверсайд штату Каліфорнія. Населення — 66 осіб (2020).

## Географія
Маунтен-Сентер розташований за координатами 33°42′30″ пн. ш. 116°43′40″ зх. д. / 33.70833° пн. ш. 116.72778° зх. д. (33.708309, -116.727641).  За даними Бюро перепису населення США в 2010 році переписна місцевість мала площу 4,89 км², з яких 4,88 км² — суходіл та 0,00 км² — водойми.

## Демографія
Згідно з переписом 2010 року, у переписній місцевості мешкали 63 особи в 36 домогосподарствах у складі 16 родин. Густота населення становила 13 особи/км².  Було 58 помешкань (12/км²).
Расовий склад населення:
| - 95,2 % — білих - 1,6 % — корінних американців - 1,6 % — азіатів |

До двох чи більше рас належало 1,6 %. Частка іспаномовних становила 23,8 % від усіх жителів.
За віковим діапазоном населення розподілялося таким чином: 19,0 % — особи молодші 18 років, 60,4 % — особи у віці 18—64 років, 20,6 % — особи у віці 65 років та старші. Медіана віку мешканця становила 53,5 року. На 100 осіб жіночої статі у переписній місцевості припадало 75,0 чоловіків;  на 100 жінок у віці від 18 років та старших — 70,0 чоловіків також старших 18 років.
Цивільне працевлаштоване населення становило 12 особи. Основні галузі зайнятості: роздрібна торгівля — 100,0 %.